# The Tides Return Forever
The Tides Return Forever è il quindicesimo album della progressive rock band Eloy pubblicato nel 1994.
È stato il terzo album registrato con la nuova formazione del gruppo, Frank Bornemann e Michael Gerlach.

## Tracce
1. The Day of Crimson Skies – 5:02
2. Fatal Illusions – 9:22
3. Childhood Memories – 6:22
4. Generation of Innocence – 4:27
5. The Tides Return Forever – 7:55
6. The last in Line – 5:11
7. Eclipse of Mankind – 6:29
8. Company of Angel – 7:37

## Componenti
- Frank Bornemann — voce, chitarra
- Michael Gerlach — tastiere
- Klaus-Peter Matziol - tastiera
- Helge Engelke - chitarra